# Christelle Daunayová
Christelle Daunayová (* 5. prosince 1974 Le Mans) je francouzská atletka, běžkyně, která se věnuje dlouhým tratím.

## Kariéra
V roce 2008 startovala v olympijském maratonu v Pekingu, kde doběhla na dvacátém místě. Jejím životním úspěchem (nedlouho před čtyřicátými narozeninami) bylo vítězství v maratonském závodě na mistrovství Evropy v roce 2014.
Její osobní rekord na této trati jej 2:24:22.